# Massu (Vändra)
Massu – wieś w Estonii, w prowincji Pärnu, w gminie Vändra.